# Quai du Maréchal-Juin
 (signalé en juin 2025).
Si vous disposez d'ouvrages ou d'articles de référence ou si vous connaissez des sites web de qualité traitant du thème abordé ici, merci de compléter l'article en donnant les références utiles à sa vérifiabilité et en les liant à la section « Notes et références ».
- Archive Wikiwix
- Bing
- Cairn
- DuckDuckGo
- E. Universalis
- Gallica
- Google
- G. Books
- G. News
- G. Scholar
- Persée
- Qwant
- (zh) Baidu
- (ru) Yandex
- (wd) trouver des œuvres sur Wikidata

Le quai du Maréchal-Juin est une voie de circulation se trouvant à Saint-Cloud.

## Situation et accès

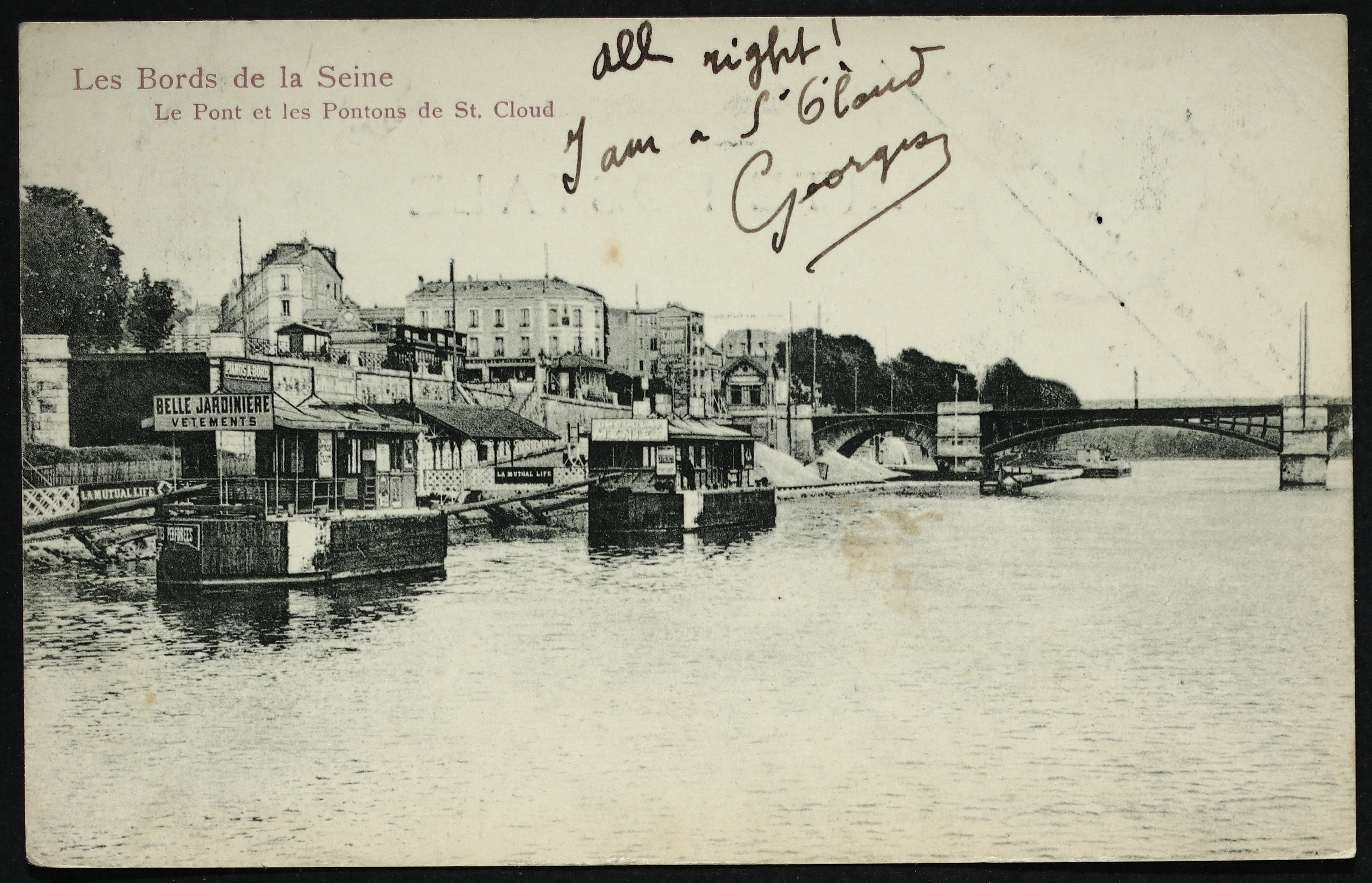
Bords de la Seine, pont et pontons de Saint-Cloud.

Ce quai suit le parcours de la route départementale 7.
Il est desservie par la ligne 2 du tramway d'Île-de-France dont le tracé se trouve entre le quai et la Seine.

## Origine du nom
Ce quai a été renommé pour rendre hommage à Alphonse Juin (1888-1967), maréchal de France.

## Historique

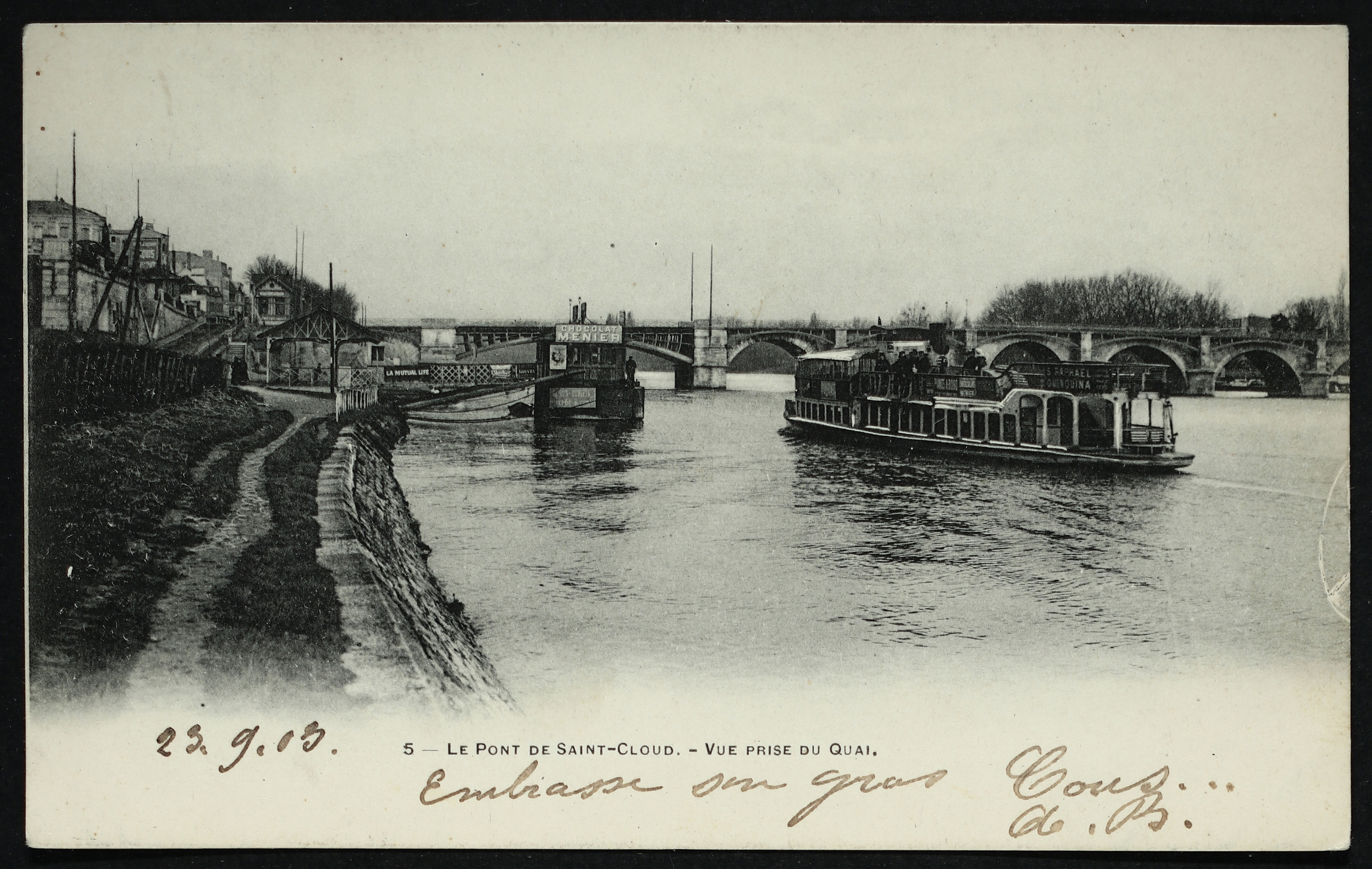
Le pont de Saint-Cloud vu depuis le quai, dans les années 1900.

## Bâtiments remarquables et lieux de mémoire
- Parc de Saint-Cloud.
- Île Monsieur.